# 严宇清
严宇清（1969年2月—），女，北京人，中华人民共和国外交官，曾任中华人民共和国驻累西腓总领事，现任中华人民共和国驻拉各斯总领事。

## 生平
严宇清毕业于北京外国语学院。1991年，进入中华人民共和国外交部工作，先后在北京外交人员服务局、外交部欧亚司、驻斯洛伐克大使馆、驻捷克大使馆、外交部欧洲司任职。2009年，任驻斯洛伐克大使馆参赞。2011年，任驻捷克大使馆参赞。2014年，任中共中央对外联络部欧亚局副局长。2017年，任外交部欧洲司参赞。2018年6月，出任中华人民共和国驻累西腓总领事。2023年2月，自驻累西腓总领事离任，2023年5月，出任中华人民共和国驻拉各斯总领事。

## 家庭
已婚，有一女。